# Aphthona gracilipes
Aphthona gracilipes là một loài bọ cánh cứng trong họ Chrysomelidae. Loài này được Ogloblin miêu tả khoa học năm 1926.